# Dischidesia nigricans
Dischidesia nigricans är en fjärilsart som beskrevs av Sterneck 1928. Dischidesia nigricans ingår i släktet Dischidesia och familjen mätare. Inga underarter finns listade i Catalogue of Life.